# Mosche Lissak
Mosche Lissak, auch Moshe Lissak, (hebräisch משה ליסק; geboren am 1928 in Tel Aviv; gestorben am 10. Juli 2018 in Jerusalem) war ein israelischer Soziologe. Er gilt als Begründer der Militärsoziologie in Israel.

## Leben
Mosche Lissak, Sohn aus der Ehe von Gershon und Chava Lissak, wuchs in einem Kibbutz auf. Er studierte an der Hebräischen Universität Jerusalem Soziologie und wurde nach Forschungsaufenthalten an der University of Chicago (1961–62), der Harvard University und der Oxford University 1963 an der Hebräischen Universität Jerusalem promoviert. Nach Tätigkeiten als Dozent (1964–1968) und Leitender Dozent (1968–1974) wurde er 1974 zum außerordentlichen Professor für Soziologie bestellt. 1978 wurde er Lehrstuhlinhaber. Seit seiner Emeritierung 1996 hatte er den „Sarah Allen Shain Lehrstuhl für Soziologie“ in Jerusalem inne.

## Wirken
Die Forschungsschwerpunkte von Lissak waren ethnische Gruppen, zivil-militärische Zusammenarbeit, Politische Soziologie und die Folgen von Immigrationen.
1979 wurde er mit dem „Ruppin-Preis“ ausgezeichnet und 1992 mit dem Israel-Preis, der höchsten Auszeichnung des Staates Israel, in der Kategorie Sozialwissenschaften (social sciences) für seine soziologischen Forschungen geehrt. 2007 erhielt er den Morris Janowitz Career Achievement Award.

## Schriften (Auswahl)
- Social Mobility in Israel Society, Transaction Publishers 1969, ISBN 0-87855-176-X
- Inner Dualism: Outcome of the Center-periphery Relationship During Modernization Processes in Uganda, Sage 1973, ISBN 0-8039-0366-9, zusammen mit Baruch Kimmerling
- Military Roles in Modernization: Civil-military Relations in Thailand and Burma, Sage 1976, ISBN 0-8039-0436-3
- Israeli Society and Its Defense Establishment: The Social and Political Impact of a Protracted Violent Conflict, Frank Cass Publishers 1984, ISBN 0-7146-3235-X
- Comparative Social Dynamics: Essays in Honor of S.N. Eisenstadt, Westview 1985, ISBN 0-86531-633-3, zusammen mit Uri Almagor, Erik Cohen
- Trouble in Utopia: The Overburdened Polity of Israel, State Univ. New York 1989, ISBN 0-7914-0114-6, zusammen mit Dan Horowitz